# Hwan surcoreano
El hwan (en coreano: 환, y en Hanja: 圜) fue la moneda de Corea del Sur entre el 15 de febrero de 1953 y el 9 de junio de 1962. Se dividía en 100 'jeon' (en coreano: 전, y en Hanja: 錢) aunque nunca se acuñaron monedas de estas denominaciones. Debido a la devaluación del primer won surcoreano en 1953 se introdujo el hwan con una tasa de cambio de 100 won = 1 hwan.

## Monedas
En 1959 se acuñaron las primeras monedas de 10, 50 y 100 hwan, acuñadas en la ceca de Filadelfia. Las monedas de 10 y 50 hwan siguieron circulando hasta el 22 de marzo de 1975, sin embargo las de 100 hwan se retiraron de la circulación el 10 de junio de 1962.
| Imagen | Denominación | Emisión | Metal | Diámetro (mm) | Peso (g) | Anverso                           | Reverso                                           |
| ------ | ------------ | ------- | ----- | ------------- | -------- | --------------------------------- | ------------------------------------------------- |
|        | 10 Hwan      | 1953    | Cu+Zn | 19,10         | 2,46     | Rosa de Siria - 십환 - 한국은행   | 10 - REPUBLIC OF KOREA - año de acuñación         |
|        | 50 Hwan      | 1953    | Cu+Ni | 22,86         | 3,69     | Barco Tortuga - 오십환 - 한국은행 | 50 - REPUBLIC OF KOREA - año de acuñación         |
|        | 100 Hwan     | 1953    | Cu+Ni | 22,86         | 3,69     | Syngman Rhee - 백환 - 한국은행    | 100 - Aves - REPUBLIC OF KOREA - año de acuñación |

## Billetes
En 1953 se introdujeron billetes en denominaciones de 1, 5, 10, 100 y 1000 hwan. Algunos de estos se impirmieron en Estados Unidos y su denominación, tanto en inglés como en hangul, era "won". En 1956 se introdujeron los billetes de 500 hwan, y al año siguiente los de 1000 hwan. En 1958 se añadieron los de 50 hwan.

### Impresiones estadounidenses
Los primeros billetes se imprimieron en la Imprenta gubernamental de Estados Unidos. En estos billetes las inscripciones, tanto en hangul como en hanja, están escritas de derecha a izquierda, en vez de izquierda a derecha como hoy en día. Tienen algunos defectos, como el término hwan, escrito en hanja, mientras que en hangul y en inglés se escribió "won". Estos problemas se atribuyeron a la urgente necesidad de disponer de nuevos billetes y monedas, así como la decisión de fabricar los billetes en una imprenta de EE. UU.
| Imagen del anverso | Imagen del reverso | Denominación | Color predominante | Dimensiones | Descripción del anverso |
| ------------------ | ------------------ | ------------ | ------------------ | ----------- | ----------------------- |
|                    |                    | 1 Hwan       | Rosa               | 111 × 54 mm |                         |
|                    |                    | 5 Hwan       | Rojo               | 111 × 54 mm |                         |
|                    |                    | 10 Hwan      | Violeta            | 156 × 66 mm | Barco Tortuga           |
|                    |                    | 100 Hwan     | Verde              | 156 × 66 mm | Barco Tortuga           |
|                    |                    | 1.000 Hwan   | Marrón             | 156 × 66 mm | Barco Tortuga           |

### Impresiones coreanas
| Imagen del anverso | Imagen del reverso | Denominación | Dimensiones | Descripción del anverso    | Descripción del reverso               |
| ------------------ | ------------------ | ------------ | ----------- | -------------------------- | ------------------------------------- |
|                    |                    | 10 Hwan      | 156 × 66 mm | Namdaemun                  | Haegeumgang                           |
|                    |                    | 50 Hwan      | 149 × 66 mm | Puerta de la Independencia | Estatua de Yi Sun Sin - Barco Tortuga |
|                    |                    | 100 Hwan     | 156 × 66 mm | Syngman Rhee               | Puerta de la Independencia            |
|                    |                    | 100 Hwan     | 156 × 66 mm | Syngman Rhee               |                                       |
|                    |                    | 100 Hwan     | 156 × 66 mm | Madre e hijo               | Puerta de la Independencia            |
|                    |                    | 500 Hwan     | 156 × 73 mm | Syngman Rhee               |                                       |
|                    |                    | 500 Hwan     | 156 × 73 mm | Syngman Rhee               |                                       |
|                    |                    | 500 Hwan     | 156 × 73 mm | Sejong el Grande           | Edificio del Banco de Corea           |
|                    |                    | 1000 Hwan    | 166 × 73 mm | Syngman Rhee               |                                       |
|                    |                    | 1000 Hwan    | 165 × 73 mm | Sejong el Grande           | Edificio del Banco de Corea           |